# Флеминг (герб)
Флеминг (пол. Fleming, Flemming) — польский дворянский герб. 

## Происхождение
Согласно описанию Северина Уруского, герб принадлежал знатному роду фламандского происхождения, в XIV веке осевшему в Поморье и получившему польский индигенат в 1700 году.

## Описание
В поле синем белый волк коронованный, красную драгоценность в лапах держащий. Над шлемом в короне павлиний хвост.
Оригинальный текст (пол.) W polu błękitnym wilk biały ukoronowany, czerwony klejnot w łapach trzymający. Nad hełmem w koronie pawi ogon.
— Juliusz Ostrowski: Księga herbowa rodów polskich, T.2

## Роды — носители герба
Fleming, Flemming.

## Известные представители
- Флеминг, Хенрик (?—1300) — князь-епископ варминский;
- Флемминг, Ян Ежи (1699—1771) — государственный и военный деятель Речи Посполитой, генерал литовской артиллерии, подскарбий великий литовский.